# Идолгское муниципальное образование
Идолгское муниципальное образование — сельское поселение в Татищевском районе Саратовской области России.

## История
Статус и границы сельского поселения установлены Законом Саратовской области от 27 декабря 2004 года № 108-ЗСО «О муниципальных образованиях, входящих в состав Татищевского муниципального района».
Идолгское и Широкинское муниципальные образования преобразованы путём их объединения в Идолгское муниципальное образование со статусом сельского поселения и с административным центром в селе Идолга.

## Население
| 2010  | 2011  | 2012  | 2013  | 2014  | 2015  | 2016  |
| ----- | ----- | ----- | ----- | ----- | ----- | ----- |
| 1628  | ↗1633 | ↗1649 | ↗1667 | ↗3176 | ↗3198 | ↗3214 |
| 2017  | 2018  | 2019  | 2020  | 2021  |       |       |
| ↗3229 | ↗3243 | ↘3229 | ↘3138 | ↘3079 |       |       |

## Состав сельского поселения
| № | Населённый пункт | Тип населённого пункта       | Население |
| - | ---------------- | ---------------------------- | --------- |
| 1 | Большая Каменка  | село                         | ↘536      |
| 2 | Глядковка        | село                         | 9         |
| 3 | Идолга           | село, административный центр | ↗1049     |
| 4 | Македоновка      | деревня                      | ↘243      |
| 5 | Новополье        | село                         | 65        |
| 6 | Петров           | хутор                        |           |
| 7 | Слепцовка        | село                         | ↘327      |
| 8 | Широкое          | село                         | ↗836      |